# Иван Вапцаров (лекар)
Вижте пояснителната страница за други личности с името Иван Вапцаров.
Иван Димитров Вапцаров е български лекар, професор, заслужил деятел на науката.

## Биография
Роден е на 7 ноември 1908 г. в Чирпан. Произхожда от възрожденски род, свързан с деятелите на Освобождението Въчко Тенев, Иван Андонов и Душо Хаджидеков. Баща му д-р Димитър Вапцаров е първият и единствен български студент по медицина, записан в деня на откриването на Лозанския медицински факултет (май 1895 г.), завършил медицинското си образование в Нанси, Франция. Той насочва и синовете си Иван и Асен към Медицинския факултет на Бордо.
Иван Вапцаров завършва обучението си с високо оценена защита на тема „Принос в изучаването на туморите на Крукенберг“ (1934). Медицинският университет в град Бордо, заедно с университетите в градовете Хамбург и Лондон, е сред 3-те световни центрове по тропическа медицина по онова време. По тази причина наред със солидното медицинско образование у Иван Вапцаров се формира определен вкус към инфекциозните заболявания.

## Кариера

### Медицинска практика
След завръщането си в България в периода 1934 – 1937 г. младият лекар работи в селата Бисер, Харманлийско, и Оризово, Чирпанско. Постъпва в инфекциозното отделение на Пловдивската държавна болница, а по-късно в клиниката по детски болести, ръководена от проф. Иван Андреев.
Към развиващите се с големи темпове биологични и медицински науки проф. Вапцаров подхожда с интерес, ентусиазъм и вдъхновение. Под неговото ръководство се създават: детско ревмо-кардиологично отделение, отделения по пулмология, хематология, детски противоревматичен диспансер (1951 – 1952 г.), детско неврологично отделение, първото в България звено по медицинска генетика.
През 1965 г. като професор и директор на клиниката по детски болести към Висшия медицински институт „Иван Петрович Павлов“ в Пловдив, проф. Вапцаров продължава своята активна лечебна, научна и обществена дейност. Под негово ръководство само за десетина години са защитени 9 дисертации, хабилитират се 5 доцента и 3-ма професори.

### Педагогическа дейност
Провежда редовен лекционен курс по педиатрия за студенти, както и серия факултативни курсове. Пише глави в учебниците по детски болести за медицински сестри и акушерки, в учебниците за студенти, в ръководството по диференциална диагноза за най-честите симптоми на детските болести (4 издания на български език и 6 издания на руски език за СССР), в изданието“ Клинична педиатрия“. Редовните месечни „генерални“ визитации, на които присъстват педиатрите от града и цяла южна България се превръщат в мини симпозиуми по диагностика и лечение на тежки и редки заболявания.
Един от инициаторите за създаването на първото факултетско списание на чужд език „Folia medica“, член е на ръководството на републиканското дружество по педиатрия, председател е на комисията по опазване на майката и детето към ОНС – Пловдив и консултант на МНЗ.

### Научна дейност
Иван Вапцаров описва близо 20 нови за страната нозологични единици като: марсилската треска, възвратния двувълнов менингоенцефалит, първичния коматозен енцефалит, вродения лобарен ефмизем, вродената агамаглобулинемия, екстрабукалната скарлатина, абактериалните невроинфекции, лаймската болест и др., предмет на повече от 200 публикации. Оригиналните резултати от проучванията на проф. Вапцаров върху сезонните огнища при развитието на определени полиомиелитни епидемии са основанието на проф. A.Seibin (създател на живата полиомиелитна ваксина) да предложи избирането му за член на международната организация за борба с инфекциозните и паразитни болести.
Пример за научния подход в клиничната практика е монографията „Диспротенимии“, съвместен труд на проф. Вапцаров с биохимиците проф. Мориц Йомтов и доц. Марсел Ешкенази. Даже вече в пенсионна възраст проф. Иван Вапцаров за първи път в България насочва колегите си към диагностиката на лаймската болест. Това е поводът за визитата в Пловдив на проф. А.Aeschlimann, (председател на Швейцарската Академия на Науките открил причинителя на лаймската болест – бактерията Borrelia burgdorferi). Проф. Вапцаров е един от първите предложил названието СПИН (синдром на придобитата имунна недостатъчност), прието в България.

### Обществена дейност
Още като студент във Франция, Иван Вапцаров става съпричастен към социалните проблеми на обществото и медицинското здравеопазване. Веднага след като се завръща от фронта заедно с колегите си Антон Митов и Любен Телчаров застъпва и осъществява идеята за създаването на медицински факултет в Пловдив.
Проф. Вапцаров е избран за почетен гражданин на градовете Пловдив и Чирпан, има редица държавни награди, включително званието „Заслужил деятел на науката“.